# 전변동
전변동(全變動, total variation)은 어떤 함수에 대해 구간의 분할을 하였을때 구간 사이의 값의 차의 상한을 말한다. 유계 변동 함수가 아니면 전변동은 무한하다.

## 응용
이미지 처리에는 전변동 잡음제거(Total variation denoising)기법을 통해 정칙화된 깨끗한 이미지를 얻을 수 있다. 전변동 점감(Total variation diminishing) 성질을 가진 수치적 방법을 편미분방정식 풀이에 이용하기도 한다.

## 같이 보기
- 유계 변동 함수
- 전변동 점감
- 전변동 잡음제거
- 이차변동성